# Rhegmatophila alpina
Rhegmatophila alpina és una espècie de lepidòpter ditrisi de la família dels notodòntids (Notodontidae). Es coneix del sud dels Alps i Espanya.

## Descripció
El mascle té una envergadura 17 a 18 mm. El període de vol va del maig al setembre en dues generacions. La larva s'alimenta de Salix i Populus.

## Galeria

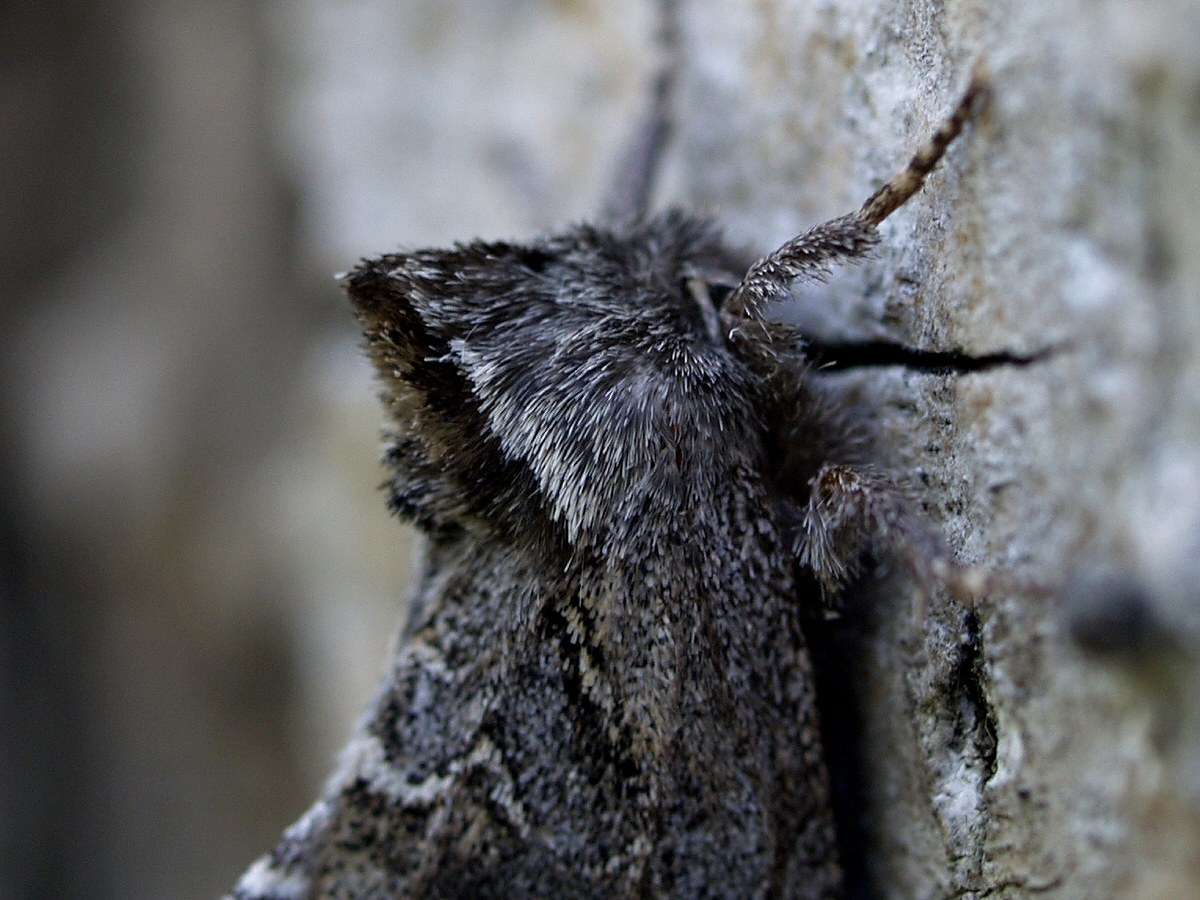
Rhegmatophila alpina, detall
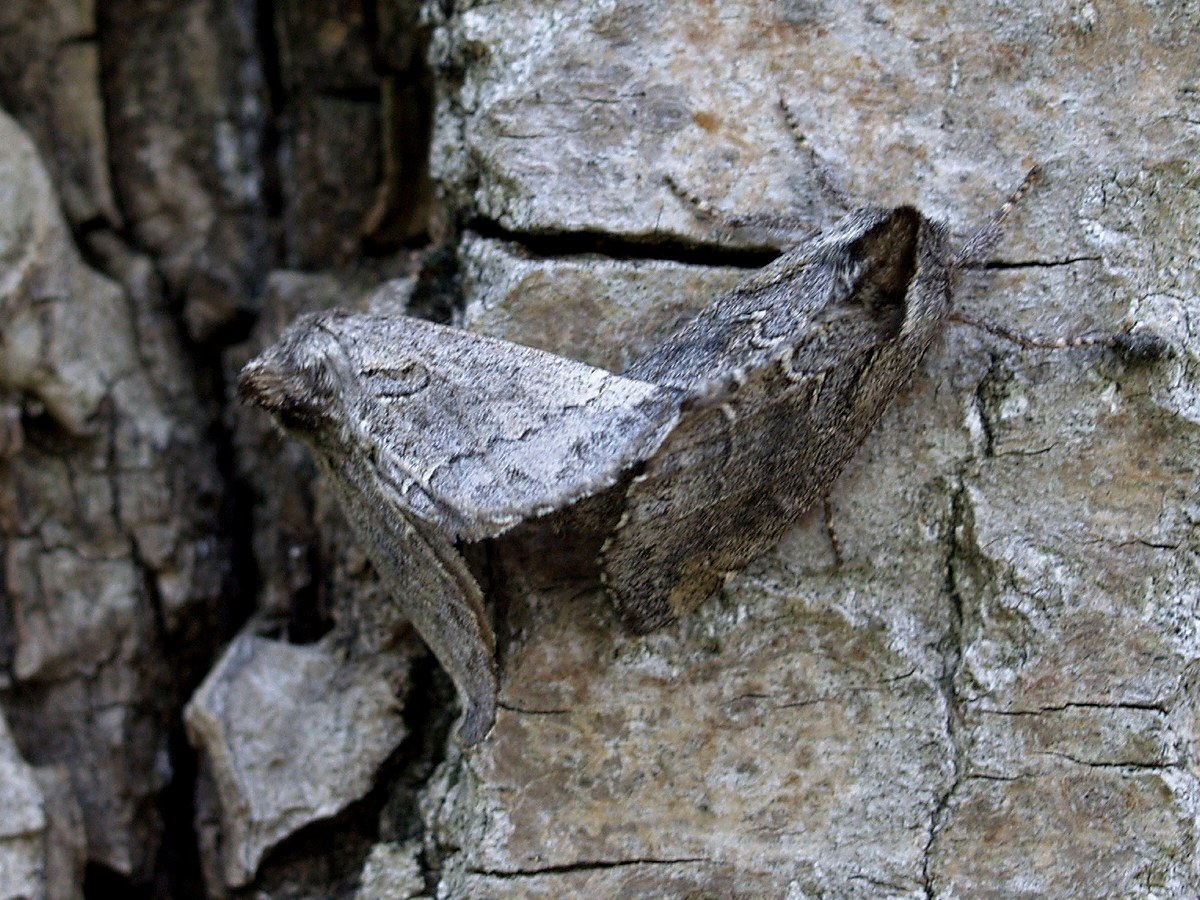
Rhegmatophila alpina, còpula
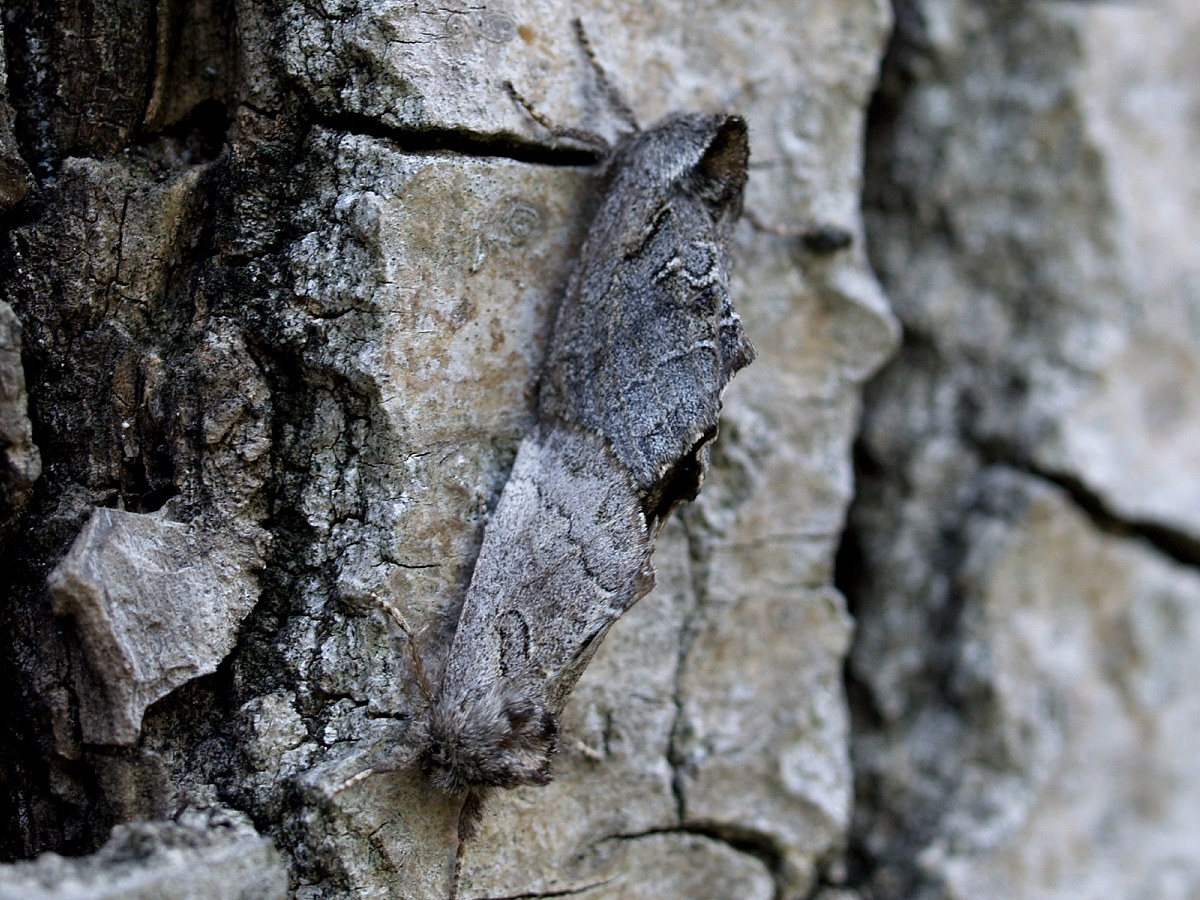
Rhegmatophila alpina, còpula